# Norwegian Reward
Norwegian Reward is het frequentflyerprogramma van de Noorse luchtvaartmaatschappij Norwegian. Het programma is gestart in 2007 en heeft meer dan 8 miljoen leden (2018). Telkens wanneer leden een reis boeken met Norwegian, of gebruik maken van diensten van de Norwegian Reward-partners, worden geldpunten verdiend. CashPoints zijn hetzelfde als bonuspunten, 1 CashPoint is gelijk aan 1 Noorse kroon. De punten kunnen worden gebruikt om te betalen voor tickets of aanverwante producten, zoals zitplaatsreserveringen of bagage. Norwegian Reward werkt niet met traditionele statusniveaus, maar mensen die vaak vliegen kunnen extra voordelen behalen, genaamd 'Rewards'.
Bank Norwegian is gekoppeld aan het voordeelprogramma en met de creditcard verdienen Norwegian kaartklanten CashPoints bij alle aankopen. CashPoints kunnen ook worden verdiend op aankopen in andere branches, zoals verzekeringen, boodschappen en mobiele apparaten.
In 2017 en 2018 won Norwegian Reward de prijs voor 'Het beste loyaliteitsprogramma van de luchtvaartmaatschappij in Europa / Afrika'.